# Hawker Tornado
L'Hawker Tornado fu un caccia monomotore ad ala bassa sviluppato dall'azienda aeronautica britannica Hawker Aircraft nei tardi anni trenta e rimasto allo stadio di prototipo.
Destinato, nelle intenzioni, a rimpiazzare l'Hawker Hurricane negli Squadron da caccia della Royal Air Force durante la seconda guerra mondiale, a causa del fallimento del programma relativo all'innovativo motore Rolls-Royce Vulture, che avrebbe dovuto impiegare, il suo sviluppo accumulò una serie di ritardi che portarono alla sua definitiva cancellazione.

## Storia del progetto
Nella primavera del 1937 il gruppo di progettisti dell'Hawker Aircraft di Kingston, guidato dall'ingegnere Sydney Camm, stava già lavorando al successore del caccia Hawker Hurricane appena entrato in servizio nelle file della Royal Air Force e, di spontanea iniziativa, portò a termine un progetto (denominato "Tipo N") relativo ad un velivolo dotato del motore Napier Sabre, un 24 cilindri ad H all'epoca in fase di sviluppo; il risultato di tale progetto venne sottoposto alla valutazione dell'Air Ministry nel mese di luglio, ma già il mese successivo i tecnici della Hawker vennero invitati dalle autorità ad attendere una specifica richiesta in materia, di imminente emanazione.
Nei mesi successivi Sydney Camm ed il suo staff si concentrarono quindi su un secondo analogo progetto (definito in questo caso "Tipo R"), che si distingueva prevalentemente per l'impiego del motore a 24 cilindri a X Rolls-Royce Vulture; questa seconda ipotesi venne considerata cautelativa, nel caso il progetto del motore Sabre non fosse giunto a compimento.
Nel gennaio 1938 l'Air Ministry emise una prima stesura della specifica "F.18/37" che fissava i requisiti richiesti per un nuovo velivolo da caccia, che avrebbe dovuto impiegare un motore in grado di erogare circa 2 000 hp (valori di potenza previsti in sede progettuale sia per il Sabre che per il Vulture) ed armamento costituito da dodici mitragliatrici Browning calibro .303 in ma, secondo almeno una fonte, venne presa in considerazione la possibilità di impiegare quattro cannoni calibro 20 mm (anche in questo caso l'Air Ministry prese in considerazione un progetto in via di definizione, quello che avrebbe portato al cannone automatico Hispano-Suiza HS.404).
La stesura definitiva della specifica ministeriale fu emessa nei primi giorni di aprile del 1938 e l'ultimo giorno di quello stesso mese la Hawker presentò le proprie proposte, all'epoca ancora tra loro alternative, dichiarandosi disponibile a realizzare due prototipi per ogni tipo; i progetti vennero valutati con favore e quattro mesi dopo l'Hawker ricevette il benestare per la realizzazione delle due coppie di aerei.
I due velivoli erano tra loro molto somiglianti, distinguendosi prevalentemente per la disposizione del radiatore del liquido di raffreddamento: nel "Tipo R", cui venne assegnato il nome "Tornado", era disposto nel ventre della fusoliera (soluzione che tradiva indubbiamente la "parentela" del nuovo aereo con l'Hurricane) mentre nel "Tipo N", battezzato "Typhoon" venne sistemato all'estremità anteriore, sotto il motore, a formare un caratteristico "mento". Peculiarità condivisa dai due modelli era l'accesso alla cabina di pilotaggio, che avveniva tramite sportelli simili a quelli delle comuni autovetture (soluzione analoga a quella messa in atto nel caso del caccia statunitense P-39).
Nell'autunno del 1939 la costruzione del "Tipo R" aveva raggiunto uno stadio più avanzato, poiché le consegne del motore Sabre erano in ritardo: l'esemplare con numero di serie P5219 andò in volo per la prima volta a Langley (nel Buckinghamshire) il 6 ottobre 1939 ai comandi del collaudatore della Hawker, Philip Gadesden Lucas.
Prima della fine del 1939, poche settimane dopo il primo volo del prototipo, alla luce degli ottimi risultati ottenuti durante le prime prove, l'Hawker Aircraft ricevette un ordine per 1 000 esemplari dei due nuovi velivoli. Di questi 500 sarebbero stati Tornado Mk.I e 250 Typhoon Mk.I, mentre i rimanenti 250 esemplari sarebbero stati ordinati sulla base di un confronto tra i due velivoli, volto prevalentemente a determinare quale dei due motori si fosse dimostrato migliore; all'epoca, il prototipo del Typhoon non aveva ancora staccato le ruote da terra (lo avrebbe fatto solo il 24 febbraio del 1940), ma con lo scoppio della guerra il Regno Unito aveva assoluta necessità di aerei da combattimento ed i due progetti non erano più considerati alternativi fra di loro.
Nel frattempo le prime prove con il Tornado avevano evidenziato un difetto aerodinamico generato nella zona ventrale della fusoliera in corrispondenza del radiatore ventrale: il verificarsi di problemi di compressibilità condizionava le prestazioni dell'aereo, ragion per cui venne presa la decisione di spostare il radiatore dalla posizione ventrale per alloggiarlo sotto il muso, replicando la soluzione già scelta per il Typhoon; i test sul prototipo così modificato ripresero il 6 dicembre del 1939.
La primavera del 1940, con gli inglesi in difficoltà nel corso della campagna di Francia, portò alla revoca di qualsiasi priorità nei confronti del progetto del Tornado per consentire alla Hawker di concentrare le proprie risorse nella costruzione degli Hurricane. Solamente nell'autunno successivo, con la favorevole conclusione della battaglia d'Inghilterra, il Tornado vide riprendere il proprio processo costruttivo: il secondo prototipo venne portato in volo il 5 dicembre ed una linea di montaggio venne assemblata negli stabilimenti della Avro, società controllata dalla Hawker, ancora una volta per non distrarre risorse dalla produzione degli Hurricane.
A causa di ricorrenti problemi al motore Vulture, che riguardavano prevalentemente le aste delle punterie, le autorità britanniche cominciarono a cercare soluzioni alternative: nel mese di febbraio del 1941 la Hawker stipulò un contratto per la realizzazione di un nuovo prototipo dotato di motore radiale Bristol Centaurus C.E.4S mentre il mese successivo il Vulture Mk.II originariamente installato sui due prototipi già completati fu sostituito da unità della nuova versione Mk.V.
Nei mesi successivi le autorità britanniche e la Rolls-Royce (impegnata in via prioritaria nello sviluppo e nella produzione del motore Rolls-Royce Merlin) presero la drastica decisione di abbandonare definitivamente lo sviluppo del motore Vulture, decisione cui fece presto seguito quella di cancellare il programma del Tornado del quale, fino a quel momento, oltre ai tre prototipi era stato costruito uno solo dei cinquecento esemplari previsti per il primo lotto di serie.
Il terzo prototipo, dotato del motore Centaurus e contraddistinto dalla matricola HG641, venne impiegato per diverse prove con il propulsore e fornì informazioni utili allo sviluppo della versione Mk.II del Tempest. Stando ad una delle fonti reperite, il Tornado dotato del motore Centaurus si sarebbe rivelato considerevolmente superiore rispetto agli esemplari equipaggiati con il Vulture in termini di affidabilità e prestazioni e solamente l'inspiegabile opposizione dell'Air Marshal Wilfrid Freeman, responsabile degli appalti aeronautici, ne avrebbe impedito l'immediata entrata in servizio.
L'unico esemplare "di serie" del Tornado (matricola R7576) volò per la prima volta il 29 agosto del 1941 e venne largamente utilizzato per condurre i primi esperimenti con eliche controrotanti.

## Tecnica

### Cellula

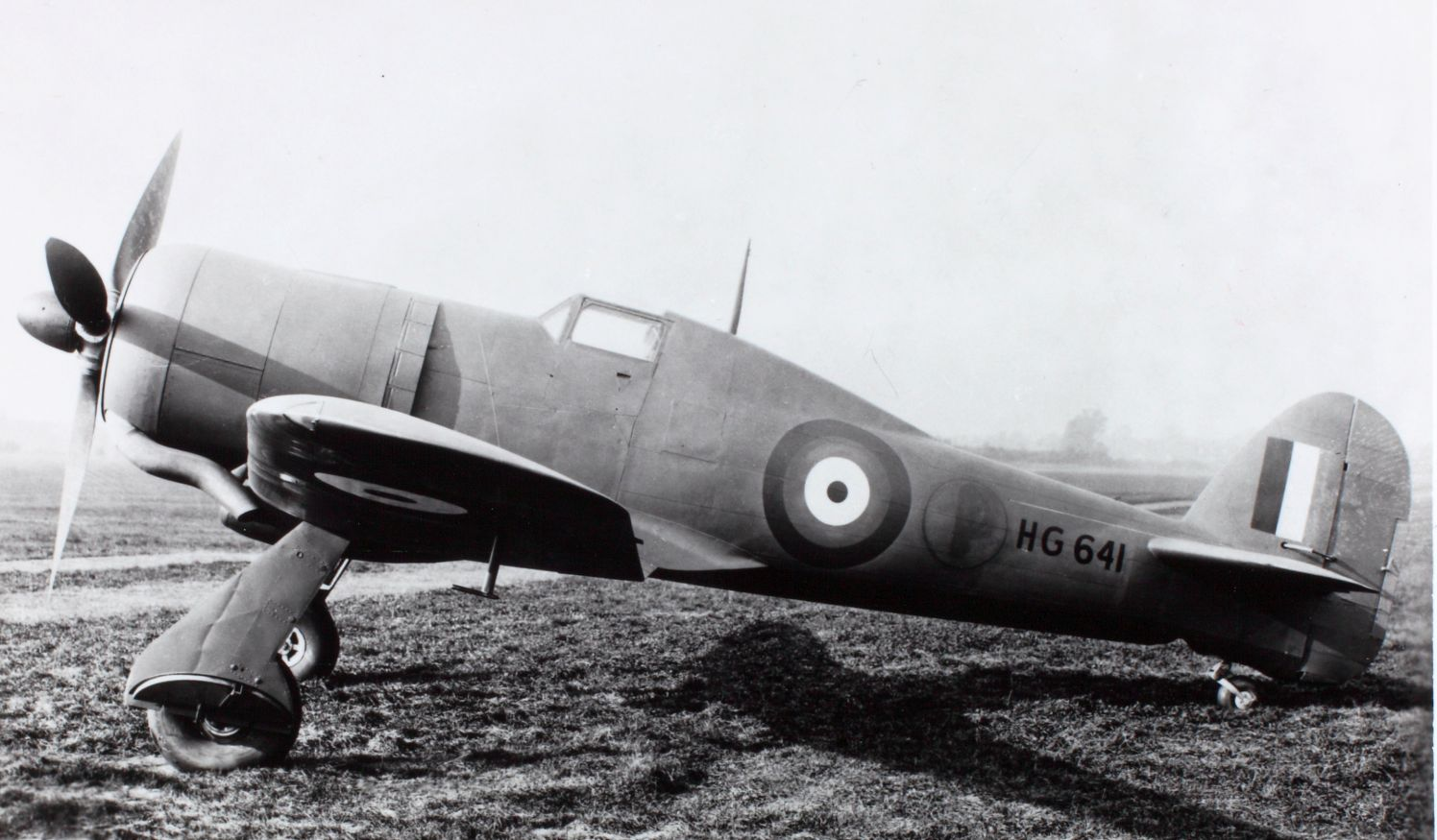
Il terzo prototipo del Tornado, equipaggiato con il motore Bristol Centaurus.

L'Hawker Tornado era un monoplano ad ala bassa dalla struttura interamente metallica, caratterizzato dalla parte anteriore della fusoliera in tubi d'acciaio e quella posteriore in struttura monoscocca con rivestimento lavorante costituito da pannelli in lega leggera con le giunzioni realizzate mediante l'utilizzo di rivetti del tipo "a testa svasata". Le ali erano interamente metalliche, con disegno ad "ala di gabbiano invertito": la sezione interna presentava leggero diedro negativo, mentre la parte più esterna formava un leggero angolo positivo.
L'abitacolo, monoposto, era realizzato nella parte centrale della fusoliera e presentava su entrambi i lati sportelli d'accesso d'ispirazione automobilistica; il cupolino aveva la parte anteriore vetrata, sorretta da intelaiature metalliche, e la carenatura posteriore interamente metallica.
Il primo prototipo aveva il radiatore dell'impianto di raffreddamento disposto al di sotto dell'ala, con una generosa presa d'aria con l'apertura sistemata in corrispondenza del bordo d'entrata alare. In seguito, riscontrati problemi aerodinamici nel corso delle prime prove di volo, il radiatore venne spostato nella parte anteriore della fusoliera, al di sotto del motore.
L'impennaggio era di tipo classico, con lo stabilizzatore disposto alla base della deriva; la forma dei piani verticali venne marginalmente modificata nel secondo prototipo, assumendo una forma meno ovoidale, in particolare all'estremità posteriore.
Il carrello d'atterraggio era di tipo classico ed interamente retrattile; le gambe anteriori, monoruota, si ritraevano con movimento laterale verso l'interno dell'ala.

### Motore

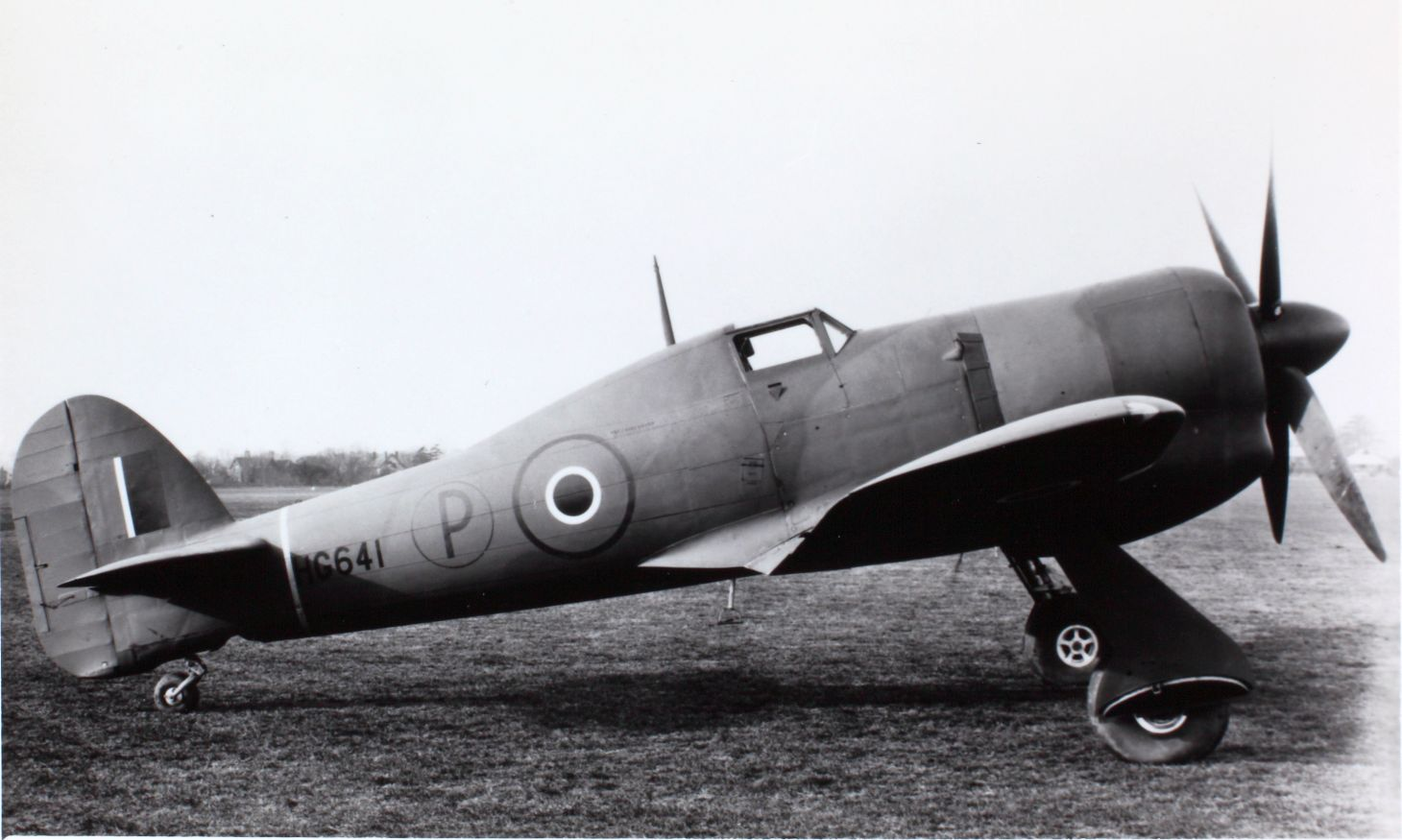
Una seconda foto del Tornado equipaggiato con il motore Centaurus; si notino l'elica quadripala e la diversa conformazione del muso, frutto di modifiche ai condotti di scarico.

Il Tornado era destinato ad utilizzare il motore Rolls-Royce Vulture, motore a 24 cilindri dalla inusuale configurazione ad X. Il Vulture nasceva dall'unione, per mezzo di un unico basamento, di due Peregrine, uno dei quali montato capovolto, da cui la particolare configurazione ad X del propulsore. I due motori erano connessi ad un singolo albero che azionava l'elica. La cilindrata del Vulture era di poco superiore a 42 litri e la sua potenza era di circa 2 000 hp.
I problemi di affidabilità riscontrati nell'utilizzo del motore e la contemporanea necessità di destinare risorse allo sviluppo ed alla produzione del più piccolo e semplice motore Merlin furono elementi determinanti nel decretare l'abbandono del progetto del motore Vulture, con conseguente ricaduta sul progetto del Tornado che venne anch'esso abbandonato.
L'utilizzo, sperimentato solo in un secondo momento, del motore radiale Bristol Centaurus (un diciotto cilindri, disposti su doppia stella) permise di raccogliere informazioni utili e trovò successiva applicazione pratica nella variante Mk.II del cacciabombardiere Tempest.

### Armamento
Come indicato nella specifica ministeriale, il Tornado era progettato per alloggiare dodici mitragliatrici Browning calibro .303 in (7,7 mm), arma camerata per il munizionamento .303 British
Il primo prototipo (P5219, risalente all'ottobre del 1939) era predisposto per le mitragliatrici che tuttavià non montò mai all'atto pratico, mentre il secondo prototipo (P5224, dicembre 1940) era allestito per l'impiego di quattro cannoni Hispano-Suiza HS.404, che anche in questo caso non vennero installati.
Le fonti reperite non riportano indicazioni circa l'equipaggiamento dell'unico esemplare "di serie" (R7936, agosto 1941); in questo caso, una foto risalente al periodo nel quale l'aereo fungeva già da banco di prova per eliche controrotanti, mostra il bordo d'entrata alare privo di qualsiasi tipo di apertura destinato all'armamento.
Il prototipo con il motore Centaurus (HG641, ottobre 1941), ancora stando alle foto pubblicate, figura modificato nel corso delle prove: l'immagine più recente mostra chiaramente i fori per le dodici mitragliatrici nel bordo d'entrata alare.

## Versioni
F.18/37R: due prototipi (P5219, P5924), dotati di propulsore Rolls Royce Vulture II da 1 760 hp (1 312 kW) e caratterizzati da due serie di tubi di scarico su ogni lato; il primo dei due esemplari aveva il radiatore posto sotto il ventre dell'aereo, ma (dopo che i primi voli evidenziarono problemi aerodinamici alle alte velocità) questo venne spostato sotto il motore e tale configurazione fu confermata sul secondo esemplare.
F.18/37R Tornado Mk.I: un esemplare di serie (R7936), dotato di motore Rolls Royce Vulture V da 1 980 hp (1 476 kW), elica tripala metallica, presa d'aria ricavata "a mento" sotto il motore, deriva del timone maggiorata, sportelli degli alloggiamenti delle ruote incernierati dapprima alla carenatura della gamba ed in seguito alla radice delle semiali.
F.18/37C: un prototipo (HG 641) equipaggiato con un motore radiale con valvole a fodero Bristol Centaurus CE.4S da 2 120 hp (1 581 kW), raffreddato ad aria. Volò per la prima volta il 23 ottobre 1941 e raggiunse la velocità massima di 402 mph (647 km/h) alla quota di 18 000 ft (5 486 m).

### Annotazioni
1. ↑  Le lettere "N" ed "R" identificano l'iniziale del nome del costruttore dei due propulsori
2. ↑  Per altro la stessa fonte fornisce come chiave di lettura di questa opposizione la volontà di impedire che lo sviluppo dei velivoli si perdesse in troppe direzioni nello stesso momento.

### Fonti
1. 1 2 3 4  Green, 1961, p. 71.
2. 1 2 3 4  Buttler, 2004, p. 14.
3. 1 2 3 4 5 6 7 8  Scutts, 1990, p. 4.
4. 1 2 3  Mason, 1966, p. 3.
5. 1 2 3 4 5  Mondey, 1994, p. 165.
6. ↑  Jones e Ward, 1971, p. 74.
7. ↑  Thomas, 1993, p. 2.
8. 1 2 3 4 5 6 7  Green, 1961, p. 69.
9. 1 2 3 4 5 6 7  Green, 1961, p. 70.
10. 1 2  Scutts, 1990, p. 5.
11. 1 2 3  Goulding, 1986, p. 109.
12. ↑  The Hawker Typhoon, Tempest, & Sea Fury, in "AirVectors".
13. ↑  Green, 1973, p. 5.
14. ↑  Green, 1973, p. 9.
15. ↑  Green, 1973, p. 11.

### Pubblicazioni
- William Green, Caccia - Gran Bretagna - Hawker Tornado, in Dimensione cielo, n. 22, Roma, Edizioni Bizzarri, 1973,  pp. 5-13.
- (EN) R.C. Jones e R.L. Ward, Hawker Tornado, Typhoon & Tempest, in Camouflage & Markings, n. 4, Londra, UK, Ducimus Books Ltd., 1971.
- (EN) Francis K. Mason, The Hawker Tempest, in Aircraft Profile, n. 197, Leatherhead, UK, Profile Publications Ltd., 1967.
- (EN) Francis K. Mason, The Hawker Typhoon, in Aircraft Profile, n. 81, Leatherhead, UK, Profile Publications Ltd., 1966.
- (EN) Jerry Scutts, Typhoon - Tempest, in In Action, n. 102, Carrollton, Texas, USA, Squadron Signal Publications, 1990.
- (EN) Chris Thomas, Hawker Typhoon, in Warpaint Series, n. 5, Husborne Crawley, UK, Hall Perk Books Ltd., 1993.
- (EN) Hawker Tornado, in Flight, Sutton, Surrey - UK, Reed Business Information Ltd., 13 aprile 1944,  p. 391. URL consultato il 5 dicembre 2015.